# Anderson Gonzaga
Anderson Gonzaga est un footballeur brésilien né le 29 mars 1983. Il est attaquant.

## Biographie
Au cours de sa carrière, Gonzaga joue dans plusieurs championnats : au Brésil, au Venezuela, en Bolivie, en Grèce, en Uruguay et au Japon.
Il termine meilleur buteur du Tournoi d'Ouverture du championnat de Bolivie 2008 en inscrivant 16 buts.

## Palmarès
- Champion de Bolivie (Tournoi d'Ouverture) en 2009 avec le Club Bolívar
- Vainqueur de la Copa Aerosur en 2010 avec le Club Bolívar